# 四條畷市
四條畷市（日语：／ Shijōnawate shi */?）是位於日本大阪府東北部的城市。主要市區位於西側的平原上，但轄區東側三分之二位於生駒山地，東部的田原地區甚至已經位於生駒山地的東麓，也是大阪府內唯一位生駒山地東側的區域，也因此該區域常被誤認為屬奈良縣。而田原地區的東北側為奈良縣生駒市的北田原町地區，東南側為同屬生駒市的南田原町地區，因此有時以「西田原」稱呼轄內的田原地區，「東田原」稱呼生駒市區。
本地自1932年開始使用的名稱以來，官方一直市使用之名稱，但在1946年日本政府發布當用漢字後，成為日本主要使用的漢字，因此民間常將本地地名寫作，但本地政府仍堅持使用作為正式名稱，因此造成現在會同時出現和的兩種用法。

## 人口
| 四條畷市人口分布圖 |                                                 |  |
| 四條畷市與日本全國年齡別人口分布比較圖 （2005年資料） | 四條畷市的年齡、男女別人口分布圖 （2005年資料） |  |
| ■紫色是四條畷市 ■綠色是全国 | ■藍色是男性 ■紅色是女性                         |  |
| 四條畷市人口變化 \| 1970年 \| 37,893人 \| \| \| 1975年 \| 52,368人 \| \| \| 1980年 \| 50,582人 \| \| \| 1985年 \| 50,352人 \| \| \| 1990年 \| 50,035人 \| \| \| 1995年 \| 53,763人 \| \| \| 2000年 \| 55,136人 \| \| \| 2005年 \| 57,342人 \| \| \| 2010年 \| 57,554人 \| \| \| 2015年 \| 56,075人 \| \| \| 2020年 \| 55,177人 \| \| |                                                 |  |
| 資料來源：日本總務省統計中心提供之人口普查數據 |                                                 |  |
| 1970年 | 37,893人                                        |  |
| 1975年 | 52,368人                                        |  |
| 1980年 | 50,582人                                        |  |
| 1985年 | 50,352人                                        |  |
| 1990年 | 50,035人                                        |  |
| 1995年 | 53,763人                                        |  |
| 2000年 | 55,136人                                        |  |
| 2005年 | 57,342人                                        |  |
| 2010年 | 57,554人                                        |  |
| 2015年 | 56,075人                                        |  |
| 2020年 | 55,177人                                        |  |

## 歷史
在令治國時代屬於河內國讃良郡，6世紀時曾是渡來人居住的地方；南北朝时代南北朝雙方在此發生四條畷之戰，北朝在此役大勝，也造成南朝的勢力一度衰退。戰國時代飯盛山城也成為多方搶奪的主要據點，在該時期由於天主教開始傳入日本，本地曾有大量接受信仰天主教並受洗的信徒，在田原城城主的菩提寺－千光寺遺跡中，就發掘出1581年的天主教墓碑，這也是日本目前發掘到最古老的天主教墓碑。
江戶時代為幕府直屬的天領，19世紀明治維新後，曾先後隸屬大坂裁判所（後來的大阪府）、河內縣、堺縣，1881年隨著堺縣被併入大阪府後隸屬大阪府至今。
1889年實施町村制，現在的四條畷市西半部屬於甲可村，東半部屬於田原村，甲可村在1932年改名為四條畷村，1947年升格改制為四條畷町，1961年田原村併入四條畷町。
1950年代起，此地也由於大阪市的發展，四條畷町的主要市區開始成為大阪的通勤城市，人口快速成長；1969年，由於日本政府修改地方自治法，人口超過三萬的行政區劃即有資格升格為市，於是當年人口僅約3萬5千人的四條畷町即在1970年升格為四條畷市。
1980年代，東部的田原台也成為新興住宅地，隨即也被劃入關西文化學術研究都市的範圍。

## 交通
西日本旅客鐵道片町線以南北向穿過四條畷市西部的主要市區，轄內僅設有忍丘車站一個車站，而以「四條畷」為名的四條畷車站則位於四條畷市南側市界一百公尺外的大東市境內，但一般仍是把位於大東市內的四條畷車站視為四條畷市的主要車站。
而以生駒山地將四條畷市區分為西部的主要市區與東部的田原地區，兩地之間有國道163號學研都市連絡道路相接，兩地之間的客運主要由市政府委託京阪巴士經營的四條畷市社區巴士所營運；但由於田原地區並無鐵路經過，當地居民如要搭乘鐵路大多是搭乘奈良交通的客運前往位於生駒市的近畿日本鐵道奈良線生駒車站。

### 鐵路
- 西日本旅客鐵道
  -  片町線：（←寢屋川市） - 忍丘車站 - （大東市→）

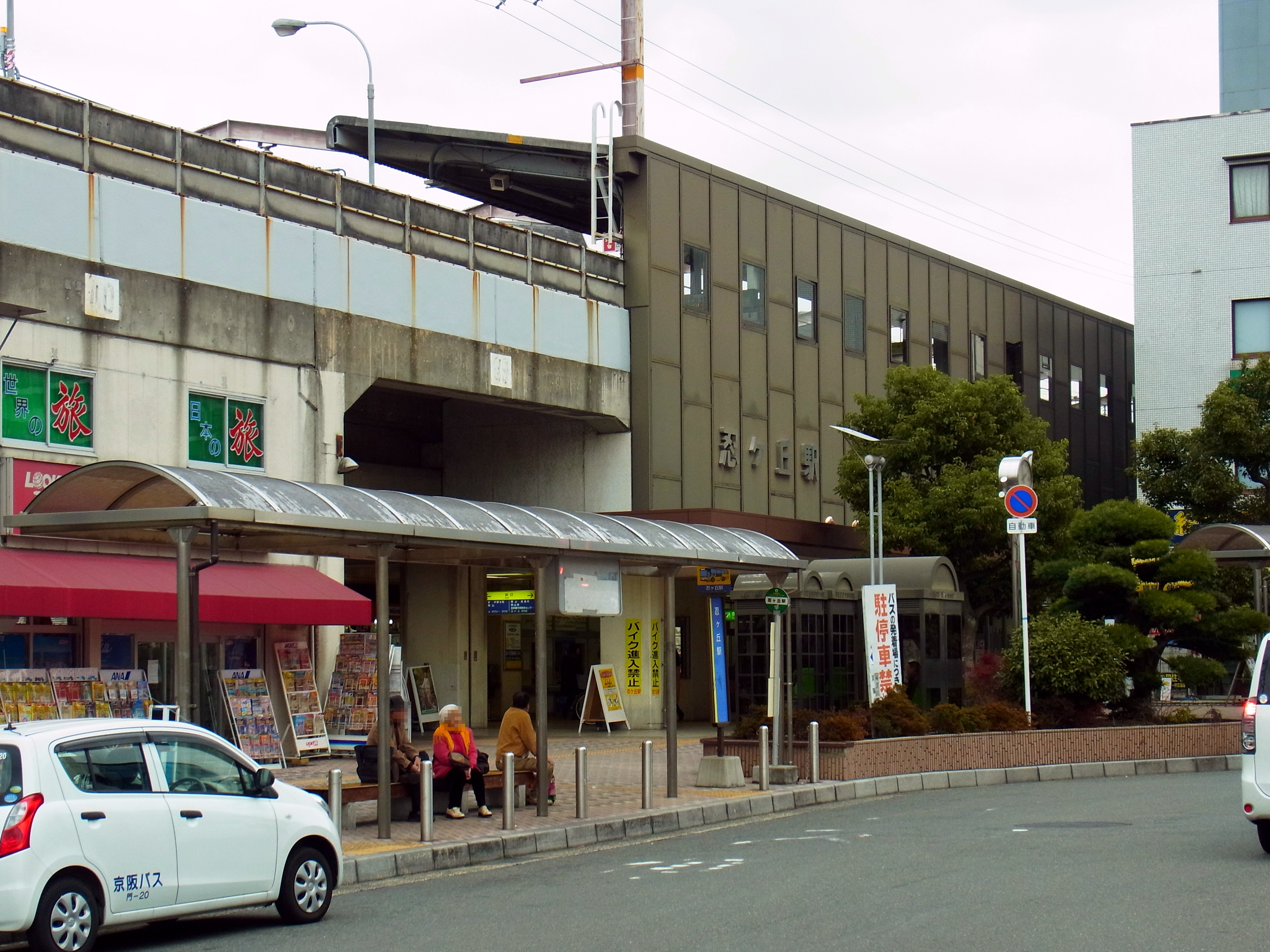
忍丘車站
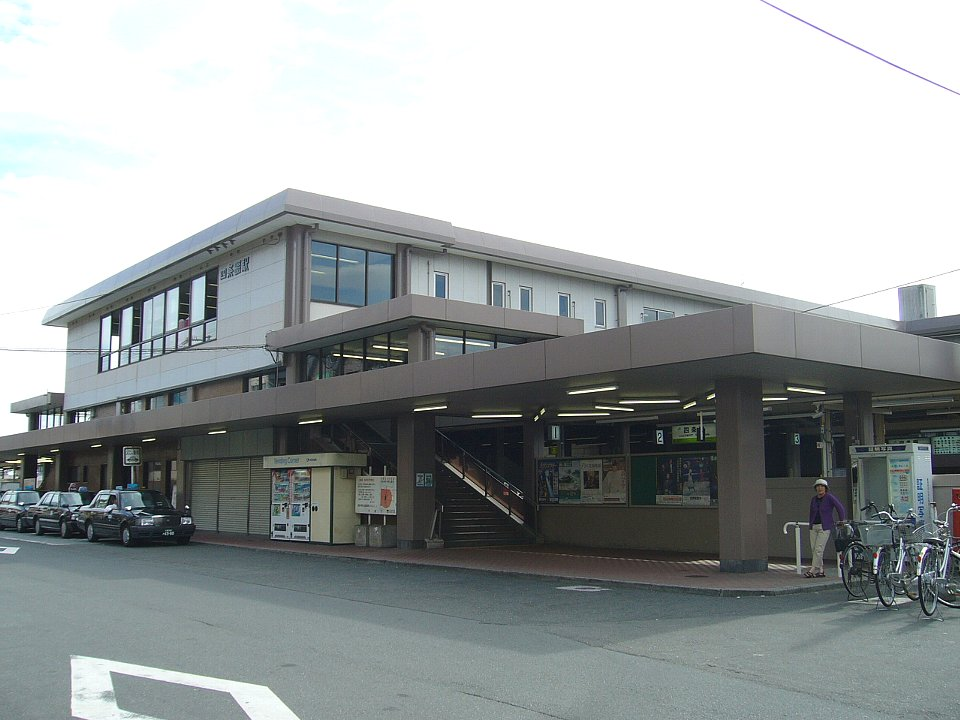
四條畷車站

## 觀光資源
在轄區中央的生駒山地上，有由大阪府政府設立的大阪府民之森室池園地（大阪府民の森むろいけ園地），為大阪府所設立的眾多府民之森之一，占地49公頃，為一結合自然山林環境所設立的休閒設施。

## 教育
轄內唯一的高等教育學校是大阪電氣通信大學的四條畷校區，該校區位於四條畷市市區東側的生駒山地山區，設有醫療福祉工學院、綜合情報學院。

## 本地出身之名人
- 村井美樹：藝人
- 山口智充：藝人
- 宇治原史規：藝人
- 石川優吾：漫畫家
- 俵萬智（日语：俵万智）：歌人
- 今村信貴：棒球選手

## 外部連結
- （日語） 四條畷市的X（前Twitter）